# Прапор Кирилівки
Пра́пор Кирилівки затверджений 29 травня 2003р. рішенням сесії селищної ради.

## Опис
Прямокутне полотнище з співвідношенням сторін 1:2 складається з двох рівновеликих горизонтальних смуг зеленого і синього кольорів. У центрі полотнища герб селища.